# Johannes Herold
Johannes Herold (alrededor 1550-1603) fue un compositor alemán principalmente conocido por su Pasión según San Mateo compuesta en Klagenfurt en 1594.

## Trabajos, ediciones y registros
- "Historia des Leidens und Sterbens unsers Herrn und Heylandts Jesu Christi aus dem hlg. Evangelio Mattheo", mit 6 Stimmen componirt; Grätz en Steyer bei Georg Widmannstetter, 1594, Graz 1594 ; edición Hans Joachim Moser - 1955
- Historia, con Joachim un Burck Johannespassion y Christoph Demantius Pasión. Grabado por Michel Laplénie, Erato 1990
- Historia, con Teodoro Clinio Passio secundum Joannem - grabado por Ensemble Triagonale, Michael Paumgarten CPO, 2015